# Hvozd, Prostějov
Hvozd là một làng thuộc huyện Prostějov, vùng Olomoucký, Cộng hòa Séc.